# Melitturga rubricata
Melitturga rubricata är en biart som beskrevs av Morice 1916. Melitturga rubricata ingår i släktet Melitturga och familjen grävbin. Inga underarter finns listade i Catalogue of Life.